# Хуарун
Хуарун (Хураун) — бог с головой сокола. Имеет сиро-палестинское происхождение. Был подобен Хармахису.
Изображение Хуаруна нашли в Танисе, где изображён Рамзес II в образе ребёнка, под опекой Хуаруна.
О Хуаруне известно довольно мало. Его имя, вероятно, означает «тот, кто из ямы».